# Daniel Turley
Daniel Thomas Turley Murphy (ur. 25 stycznia 1943 w Chicago) – amerykański duchowny rzymskokatolicki posługujący w Peru, w latach 2000–2020 biskup Chulucanas.